# کنوشا (ویسکانسین)
کنوشا، ویسکانسین  (به انگلیسی: Kenosha) شهری در شهرستان کنوشا ایالت ویسکانسین است که در سال ۱۸۵۰ بنیان‌گذاری شده‌است. این شهر طبق سرشماری سال ۲۰۱۰ میلادی ۹۹٬۲۱۸ نفر جمعیت داشته‌است.

## نگارخانه

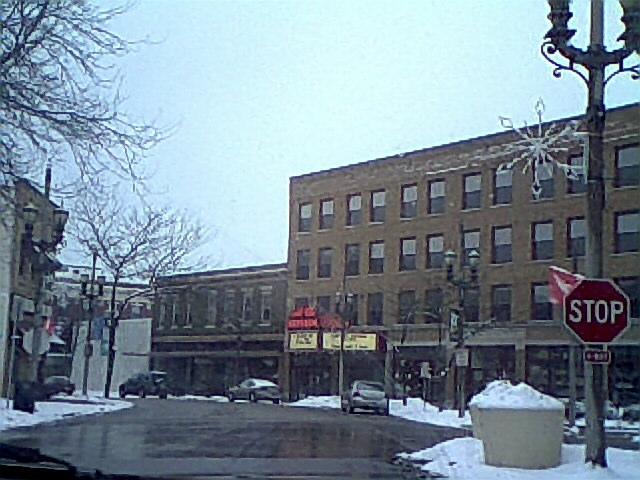